# Gabriel Lecreps

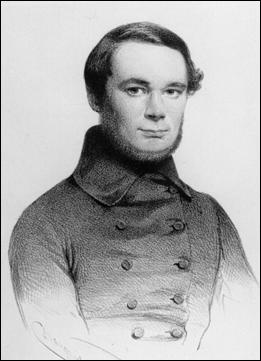
Gabriel Lecreps

Leon Gabriel Camille Lecreps (Jemappes, 17 mei 1809 - Bergen, 1 mei 1857) was een Belgisch volksvertegenwoordiger.

## Levensloop
Hij was een zoon van de kolenhandelaar François Lecreps, die ook provincieraadslid was, en van Marie Ortegat. Hij trouwde met Rose Du Vivier en was een neef van Auguste Désiré Dethuin.
Lecreps was beroepshalve industrieel. In 1837 werd hij liberaal volksvertegenwoordiger voor het arrondissement Bergen en bleef dit mandaat vervullen tot in juni 1839.